# Rock Hudson
Rock Hudson, pseudoniem van Roy Harold Scherer jr., (Winnetka (Illinois), 17 november 1925 - Beverly Hills (Californië), 2 oktober 1985) was een Amerikaans acteur.
Tijdens de Tweede Wereldoorlog diende hij bij de Amerikaanse marine als reparateur van vliegtuigen. Toen de salarisbetalingen van de marine stopten, nam hij een baantje als postbode aan.  Zijn moeder werkte bij de telefoondienst en toen ze overgeplaatst werd naar Californië, verhuisde Roy met haar mee naar Pasadena. Daar woonde ook Roy’s biologische vader die hertrouwd was en met wie hij contact had onderhouden. Roy ging bij zijn vader werken en verkocht stofzuigers aan de deur. Daarna vond hij werk als chauffeur en betrok met drie collega’s een woning in Westlake Park. Roy wilde ontdekt worden voor de film en zou heel naïef regelmatig zijn truck bij de ingang van de studio hebben geparkeerd. Achteloos leunend tegen de auto, een sigaret rokend, hoopte hij zo op te vallen. Dit verhaal is een fabeltje evenals het verhaal dat hij foto’s zou afgegeven hebben bij de Selznick Studio’s. In werkelijkheid maakte Roy deel uit van een homoseksueel gezelschap. Hij had al een tijdje het bed gedeeld met Ken Hodges, sinds 1940 producent van Lux Radio Theatre. Ken had een appartement in Long Beach en beloofde Roy in contact te brengen met agenten. Op een feestje in Ken’s appartement leerde hij agent Henry Willson kennen die als een blok voor hem viel. Roy werd de protegé van de vijftien jaar oudere Willson en kreeg een seksuele relatie met hem. Het was ook Willson die de naam Rock Hudson bedacht. Willson stuurde hem naar de tandarts om zijn snijtanden te laten rechtzetten, samen gingen ze naar chique restaurants en hij kocht zijn kleding. In 1948 speelde hij voor het eerst mee in een film, Fighter Squadron. De ene zin die Hudson moest uitspreken moest 38 keer overgedaan worden, omdat hij de zin steeds vergat.  In 1956 werd hij genomineerd voor een Oscar voor de beste mannelijke acteur en twee jaar later werd hij door "Look Magazine" uitgeroepen tot Ster van het Jaar.
In de jaren 50 en 60 speelde Hudson vooral in komedies, regelmatig naast Doris Day. Zo speelden ze samen in onder andere Pillow Talk, Lover Come Back en Send Me No Flowers. Velen beschouwen zijn rol als een oudere bankier uit New York in de film Seconds (1966) als het artistieke hoogtepunt van zijn carrière. Tussen 1971 en 1978 speelde Hudson samen met Susan Saint James in de populaire televisieserie McMillan & Wife, uitgezonden door NBC.
In 1955 trouwde Hudson met Phyllis Gates, een medewerkster van de filmstudio. Het huwelijk kreeg grote aandacht in de roddelbladen. Het stel scheidde in 1958. Velen denken nu dat het huwelijk een schijnhuwelijk was om Hudsons homoseksualiteit te verbergen. In die tijd zou het bekend worden van zijn homoseksuele geaardheid het einde van zijn carrière hebben betekend. Het huwelijk met Gates zou dus een camouflagehuwelijk zijn geweest, gearrangeerd door Willson, Rock's agent, om de homogeruchten de kop in te drukken. Willson plande een etentje waarop hij de twee uitnodigde met de uitdrukkelijke hint aan Hudson om er “werk” van te maken. Zij tuinde erin: “hoe kon je zo’n charmante man weerstaan”. Het huwelijk duurde 3 jaar en zij beweerde als argument voor de scheiding “geestelijke wreedheid”. Hij zou haar in dronken toestand twee keer hebben afgetuigd. Tevens zou hij haar hebben besmet met hepatitis. Al tijdens zijn eerste huwelijksjaar belde hij een vriend en zei: “Ik heb er genoeg van, ik heb af en toe een jongen nodig”. Maar haar liefde voor hem bleef smeulen en dat heeft ze ten volle bewezen door nooit enig onvertogen woord te uiten tijdens zijn leven over zijn homoseksualiteit. Tijdens haar huwelijk bleef hij soms dagen en nachten van huis weg om homo-bars af te struinen, en toen zij hem ermee confronteerde bleef hij zijn geaardheid in alle toonaarden ontkennen. Ze zei: “hij heeft mij gebruikt en was een verwend kind”.
Zij kreeg na de scheiding gedurende tien jaar een geringe alimentatie en heeft ook niks gekregen van zijn erfenis. Zelfs zijn laatste vriend Marc Christian die hij in het ongewisse liet over zijn aidsbesmetting kreeg niets, waardoor die zo verontwaardigd was dat hij de erfenis betwistte in de rechtbank, gelijk kreeg en vijf miljoen dollar mocht innen.
Hudson was zich ook bewust van het feit dat hij maar een middelmatig acteur was. Dat verklaart ook zijn afkeuring voor de nieuwe lichting klasse-acteurs (Robert De Niro, Al Pacino, Dustin Hoffman) vanaf de jaren ’70 toen zijn loopbaan tanende was. Rock noemde hen “die kleine lelijkerds”.
Tot het einde van zijn leven hield hij zijn homoseksuele geaardheid voor het grote publiek verborgen.
Van december 1984 tot april 1985 trad hij op als gastacteur in de soap Dynasty, de tegenhanger van Dallas. Hij maakte toen ook gebruik van spiekkaartjes omdat zijn geheugen het liet afweten. 
De bedoeling was dat hij het hele seizoen zou volmaken maar hij werd voortijdig uit de serie geschreven vanwege zijn gezondheid die enorm snel achteruitging. Hij stierf nog in het najaar van dat jaar.
Rock Hudson was het eerste beroemde slachtoffer van de ziekte aids. Zijn ziekbed en dood droegen in grote mate bij aan de bekendheid van het virus in de Verenigde Staten. Sindsdien zamelde zijn beste vriendin, Elizabeth Taylor, miljoenen dollars in voor onderzoek naar behandelmethodes van aids.
Hudson heeft een ster op de Hollywood Walk of Fame (op 6116 Hollywood Blvd.).

## Filmografie
| - Fighter Squadron (1948) - Undertow (1949) - One Way Street (1950) - I Was a Shoplifter (1950) - Peggy (1950) - Winchester '73 (1950) - The Desert Hawk (1950) - Shakedown (1950) - Tomahawk (1951) - Air Cadet (1951) - The Fat Man (1951) - Bright Victory (1951) - Iron Man (1951) - Bend of the River (1952) - Here Come the Nelsons (1952) - Scarlet Angel (1952) - Has Anybody Seen My Gal? (1952) - Horizons West (1952) - The Lawless Breed (1953) - Seminole (1953) - Sea Devils (1953) - The Golden Blade (1953) - Gun Fury (1953) - Back to God's Country (1953) - Beneath the 12-Mile Reef (1953) - Taza, Son of Cochise (1954) - Magnificent Obsession (1954) - Bengal Brigade (1954) - Captain Lightfoot (1955) - One Desire (1955) - All That Heaven Allows (1955) - Never Say Goodbye (1956) - Giant (1956) - Written on the Wind (1956) | - Battle Hymn (1957) - Something of Value (1957) - A Farewell to Arms (1957) - The Tarnished Angels (1958) - Twilight for the Gods (1958) - This Earth Is Mine (1959) - Pillow Talk (1959) - The Last Sunset (1961) - Come September (1961) - Lover Come Back (1961) - The Spiral Road (1962) - A Gathering of Eagles (1963) - Man's Favorite Sport? (1964) - Send Me No Flowers (1964) - Strange Bedfellows (1965) - A Very Special Favor (1965) - Blindfold (1965) - Seconds (1966) - Tobruk (1967) - Ice Station Zebra (1968) - Ruba al prossimo tuo (1969) - The Undefeated (1969) - Darling Lili (1970) - Hornets' Nest (1970) - Pretty Maids All in a Row (1971) - Once Upon a Dead Man (1971) - Showdown (1973) - Embryo (1976) - Avalanche (1978) (1978) - The Mirror Crack'd (1980) - The Star Maker (1981) - World War III (1982) - The Ambassador (1984) - The Vegas Strip War (1984) |

## Voetnoten
- Bibsys: 90386884
- Biblioteca Nacional de España: XX1028221
- Bibliothèque nationale de France: cb11976430s (data)
- Catàleg d'autoritats de noms i títols de Catalunya: 981058513039406706
- CiNii: DA01999831
- Gemeinsame Normdatei: 118811185
- International Standard Name Identifier: 0000 0001 2133 1595
- Library of Congress Control Number: n85301575
- MusicBrainz: c6f9c182-2bca-42f7-8f7b-4dcd4903251c
- Bibliotheek van het Japanse parlement: 00443937
- Nationale Bibliotheek van Tsjechië: xx0135979
- Nationale bibliotheek van Australië: 35977991
- Nationale Bibliotheek van Israël: 987007342124805171
- Nederlandse Thesaurus van Auteursnamen: 072370610
- Istituto Centrale per il Catalogo Unico: CFIV028688
- LIBRIS: 393654
- SNAC: w65q56ft
- Système universitaire de documentation: 027799824
- Trove: 1171077
- Virtual International Authority File: 52486041
- WorldCat: E39PBJhXdyfD3TGkbR6c8P6Myd